# Чуново (Волховский район)
Чуново — деревня в Потанинском сельском поселении Волховского района Ленинградской области.

## История
Деревня Чунова упоминается на карте Санкт-Петербургской губернии 1792 года А. М. Вильбрехта.
На карте Санкт-Петербургской губернии Ф. Ф. Шуберта 1834 года обозначена деревня Чунова, состоящая из 26 крестьянских дворов.

ЧУНОВО — деревня принадлежит Казённому ведомству, число жителей по ревизии: 92 м. п., 94 ж. п. (1838 год)

Деревня Чунова из 22 дворов отмечена на карте Ф. Ф. Шуберта 1844 года.

ЧУНОВО — деревня Ведомства государственного имущества, по просёлочной дороге, число дворов — 42, число душ — 116 м. п. (1856 год)

ЧУНОВА — деревня казённая при ручье безымянном, число дворов — 45, число жителей: 125 м. п., 141 ж. п. (1862 год)

Согласно епархиальным сведениям 1899 года деревня относилась к приходу церкви Рождества Богородицы Вороновского погоста.
В конце XIX — начале XX века деревня административно относилась к Шахновской волости 3-го стана Новоладожского уезда Санкт-Петербургской губернии.
По данным «Памятной книжки Санкт-Петербургской губернии» за 1905 год деревня называлась Чуново и входила в состав Хмелевского сельского общества.
Согласно карте Петроградской и Новгородской губерний издания 1915 года деревня называлась Чунова, через деревню протекал ручей Чуновский.
С 1917 по 1918 год деревня входила в состав Хмелевского сельсовета Шахновской волости Новоладожского уезда.
С 1919 года в составе Чуновского сельсовета.
С 1923 года в составе Пашской волости Волховского уезда.
С 1927 года в составе Пашского района.
По данным 1933 года деревня Чуново являлась административным центром Чуновского сельсовета Пашского района, в который входили 5 населённых пунктов: деревни Верхний Хмелевик, Нижний Хмелевик, Чуново, Юга и Юга За Ручьями, общей численностью населения 982 человека.
По данным 1936 года административным центром Чуновского сельсовета являлась деревня Юга, в его состав входили 5 населённых пунктов, 165 хозяйств и 2 колхоза.

Деревня Чуново на карте 1940 года

С 1955 года в составе Новоладожского района.
В 1958 году население деревни составляло 180 человек.
С 1960 года в составе Потанинского сельсовета.
С 1963 года в составе Волховского района.
По данным 1966, 1973 и 1990 годов деревня Чуново также входила  в состав Потанинского сельсовета.
В 1997 году в деревне Чуново Потанинской волости проживали 22 человека, в 2002 году — 27 человек (русские — 96 %).
В 2007 году в деревне Чуново Потанинского СП — 17.

## География
Деревня расположена в северо-восточной части района на автодороге 41К-397 (Хмелевик — Чуново).
Расстояние до административного центра поселения — 10 км.
К западу от деревни проходит железнодорожная линия Волховстрой I — Лодейное Поле. Расстояние до ближайшей железнодорожной станции Юги — 5 км.
К западу от деревни протекает река Воронежка.

## Демография
| 1862 | 2002 | 2007 | 2010 | 2017 |
| ---- | ---- | ---- | ---- | ---- |
| 266  | ↘27  | ↘17  | ↗23  | ↘18  |

### Национальный состав
Согласно данным Всероссийской переписи населения 2021 года в деревне проживали 25 человек, из них:
 русские — 23, таджики — 2 человека.